# Рейс 1103 AB Aviation
Рейс 1103 AB Aviation був рейсом Cessna 208D Grand Caravan з аеропорту Принца Саїда Ібрагіма в Мороні до аеропорту Мохелі Бандар-ес-Еслам в Мвалі на Коморських островах. 26 лютого 2022 року літак, який виконував рейс, впав у Індійський океан приблизно за 2,5 кілометра (1,6 милі) від аеропорту Мохелі. Всі 14 осіб (12 пасажирів та 2 члени екіпажу) загинули. Причину авіакатастрофи розслідують експерти.